# La Caume
Pour les articles homonymes, voir Caume.
La Caume est un territoire situé dans le parc naturel régional des Alpilles, dans la commune de Saint-Rémy-de-Provence. La zone de La Caume est dominée par le plateau de La Caume qui culmine à 387 mètres d'altitude et qui comprend une antenne de télévision à son extrémité est. Il est contigu au mont Gaussier. Comme pour l'ensemble des Alpilles on est en présence de pins et de pierres sèches. Le site est apprécié des randonneurs dont le but est généralement d'atteindre le rocher des Deux-Trous, situé sur les hauteurs du vallon de Saint-Clerg, à l'ouest du plateau.

## Randonnée
On accède au plateau de La Caume par le GR 6. Par la branche ouest de ce sentier, on peut voir le Rocher des Deux-Trous, une barre rocheuse calcaire caractéristique des Alpilles, flanquée de deux arches naturelles à son extrémité ouest.

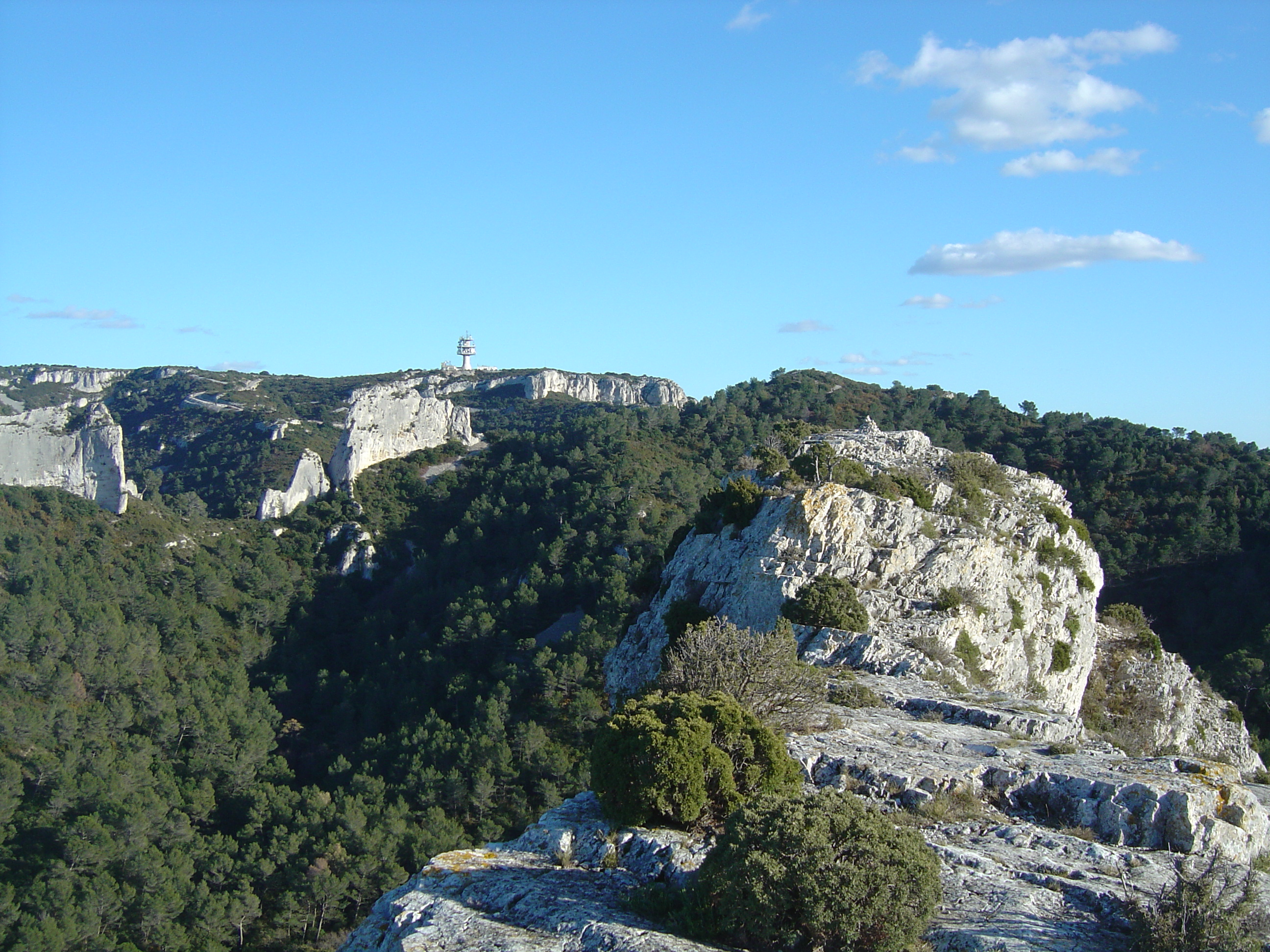
Le plateau de La Caume vu depuis le mont Gaussier.
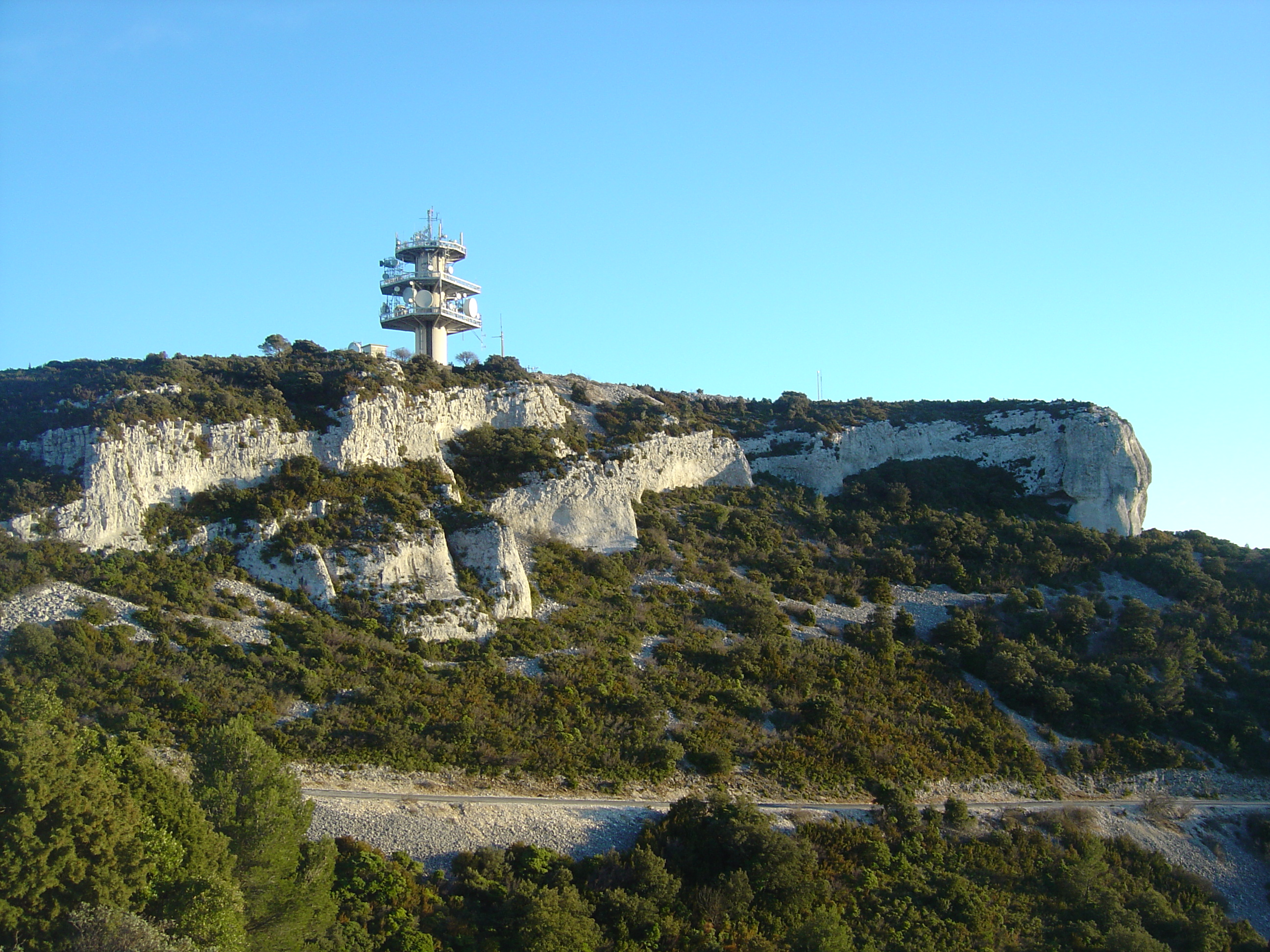
Plateau de la Caume.